# Einstein Probe
Einstein Probe (EP; кит. упр. 爱因斯坦探针) — рентгеновский космический телескоп, созданный Китайской академией наук в сотрудничестве с ЕКА, Институтом внеземной физики Макса Планка и французским национальным центром космических исследований. Этот космический аппарат предназначен для исследований в области астрофизики высоких энергий. Он оснащен двумя инструментами: широкоугольным рентгеновским телескопом (Wide-field X-ray Telescope, WXT) и следящим рентгеновским телескопом (Follow-up X-ray Telescope, FXT). Основными задачами исследований являются мониторинг переменных объектов и поиск высокоэнергетических переходных процессов в рентгеновском диапазоне.
Einstein Probe весит 1450 кг и имеет размеры 3 на 3,4 метра. Аппарат запущен 9 января 2024 года в 07:03 UTC китайской ракетой-носителем Чанчжэн-2C с космодрома Сичан и выведен на низкую околоземную орбиту высотой 600 км.

## Назначение
Einstein Probe будет обнаруживать излучение, возникающие при аккреции массивных объектов, таких как чёрные дыры и нейтронные звёзды, а также при галактических гамма-всплесках, вспышках сверхновых и событиях в Солнечной системе, таких как рентгеновское излучение комет. Благодаря широкому полю зрения аппарат сможет обозревать большую часть видимой Вселенной, что увеличивает его возможности по фиксации кратковременных событий и отличает от таких миссий, как XRISM и Athena, которые имеют более высокое спектральное и пространственное разрешение, но ограниченное поле зрения.
Аппарат рассчитан на работу в течение трёх лет с возможностью продления до пяти. Проводимые наблюдения будут использоваться для накопления статистики по мощным всплескам излучения, обнаружения рентгеновских всплесков, возникающих, например, при разрушении и поглощении проходящей мимо «черной дыры» звезды, поиска рентгеновских источников, связанных с прохождением гравитационных волн, обнаружения вспышек сверхновых, наблюдения источников гамма-всплесков с большим красным смещением и других необычных гамма-всплесков, активных галактических ядер, двойных рентгеновских систем и т. п.

## Полезная нагрузка
Широкоугольный рентгеновский телескоп WXT спроектирован и изготовлен Шанхайским институтом технической физики при участии Национальной астрономической обсерватории. Он регистрирует излучение в диапазоне энергий 0.5-4.0 кэВ и имеет чувствительность 2-3*10−11 эрг/с*см2 при экспозиции в 1000 секунд. Телескоп составлен из 12 модулей, построенных по оптической схеме, известной как «глаз омара», обеспечивающей широкое поле зрения. В этой системе сотни тысяч квадратных ячеек направляют рентгеновские лучи на детектор. Преимуществом этой новой технологии является то, что поле зрения телескопа теоретически может быть сделано сколь угодно широким. Оптика типа «глаз омара» была впервые протестирована в ходе миссии Lobster Eye Imager for Astronomy (LEIA), запущенной в 2022 году. Каждый из модулей WXT имеет поле зрения 18,6°x18.6° (346 квадратных градусов), детектор модуля состоит из четырёх КМОП-матриц размером 6х6 см и разрешением 4096×4096 элементов каждая. Суммарное поле зрения всех 12 модулей составляет 3600 квадратных градусов, а угловое разрешение инструмента — около 5 минут.
Следящий телескоп FXT, состоящий из двух идентичных модулей, создан Пекинским институтом физики высоких энергий при участии Национальной астрономической обсерватории и европейских компаний. Один из модулей FXT изготовлен ЕКА и Институтом внеземной физики Макса Планка, который также принял участие в создании зеркальной системы второго модуля и поставил ПЗС-детекторы рентгеновского диапазона (pnCCD) для обоих модулей. Оптическая система FXT заимствована у eROSITA, каждый его модуль включает 54 вложенных зеркала Вольтера, имеет фокусное расстояние 1600 мм, и эффективную площадь более 300 см2 для излучения с энергией 1,5 кэВ. Поле зрения FXT — 1 градус, разрешение на уровне 30 угловых секунд, телескоп обеспечивает определение местоположения источника излучения с ошибкой не более 4 угловых секунд.
При работе в обзорном режиме аппарат будет получать три 20-минутных экспозиции за каждый виток вокруг Земли, за три витка будет сниматься вся небесная сфера за исключением околосолнечной области. В результате любой участок неба будет наблюдаться несколько раз в сутки. В случае обнаружения события в рентгеновском диапазоне широкоугольным телескопом WXT режим обзорной съемки будет прерван и аппарат сориентируется таким образом, чтобы навести телескоп FXT на обнаруженный источник для его детального изучения.